# سیمونا پادورورا
سیمونا پادورورا (به انگلیسی: Simona Păduraru) (زادهٔ ۲۴ نوامبر ۱۹۸۱) شناگر اهل رومانی است.